# كفتور

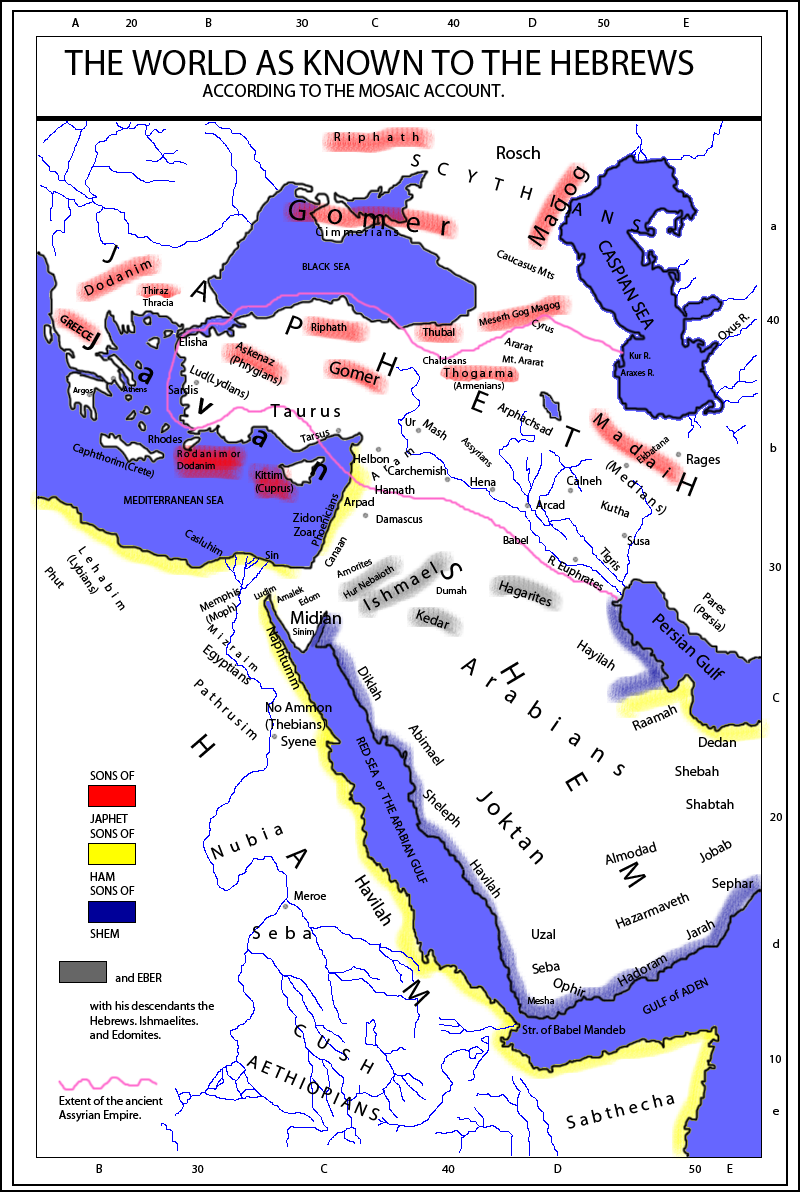
تصور لأماكن تواجد نسل نوح، وفيه نرى موقع "كفتوريم" في كريت القديمة.

كَفْتُور ((بالعبرية: כפתור)) موقع مذكور في الكتاب المقدس، ويسمى ساكنيه كفتوريين أو كفتوريم، ويعتبروا من ضمن المصريين القدماء.
كفتور أيضا مذكورة في نقوش قديمة من مصر، ومملكة ماري، وأوغاريت.
تضع المصادر اليهودية كفتور في منطقة الفرما، ومع ذلك المصادر الحديثة تميل للربط بينها وبين أماكن كقيليقية، أو قبرص، أو كريت